# Samguk Sagi
Samguk Sagi (Historia de los Tres Reinos) es un registro histórico de los Tres Reinos de Corea: Goguryeo, Baekje y Silla.  El Samguk Sagi está escrito en chino clásico (el idioma escrito utilizado por los literatos en la Corea tradicional) y su compilación fue ordenada por el rey Injong (r. 1122-1146) de Goryeo y llevada a cabo por Kim Bu-sik (金富軾) historiador y empleado del gobierno junto con un grupo de estudiosos. Fue terminada en 1145. Es muy conocida en Corea como el registro más antiguo de la historia de Corea.

## Contenido
La obra comprende 50 volúmenes (gwon 권 卷, originalmente significaba "rollo") y se compone de:
- Registros de Silla (Nagi 나기 羅紀 o Silla bongi, 신라 본기, 新羅本紀) (12 volúmenes)
- Registros de Goguryeo (Yeogi 여기 麗紀 o Goguryeo bongi, 고구려 본기, 高句麗本紀) (10 volúmenes)
- Registros de Baekje (Jegi 제기 濟紀 o Baekje bongi, 백제 본기, 百濟本紀) (6 volúmenes)
- Tablas cronológicas (Yeonpyo, 연표, 年表) (3 volúmenes)
- Monografías (también traducido como "Tratados") (ji, 지, 志) (9 volúmenes): ceremonias y música (las dos se encuentran interconectadas), transporte y vivienda, geografía, y rango y dependencias oficiales.
- Biografías (yeoljeon, 열전, 列傳) (10 volúmenes)

## Traducciones a idiomas occidentales
La única traducción completa occidental del Samguk Sagi disponible a la fecha es la edición en ruso que se publicó en dos partes, 1959 y 2001.
Sin embargo, algunos trozos de la obra han sido publicados en estudios documentados en inglés, por ejemplo:
- Best, Jonathan. 2007. A History of the Early Korean Kingdom of Paekche [Baekje], together with an annotated translation of The Paekche Annals of the Samguk sagi. [A complete translation of the Baekje bongi]. Cambridge, MA: Harvard East Asian Monographs.
- Byington, Mark E. 1992. "Samguk Sagi Volume 48 Biographies Book 8". Transactions of the Korea Branch, Royal Asiatic Society, 67:71-81.
- Gardiner, Kenneth H.J. 1982. "Legends of Koguryǒ (I): Samguk sagi, Annals of Koguryǒ." Korea Journal, 22(1): 60-69. [part one of a translation of book one of the Goguryeo bongi].
- Gardiner, Kenneth H.J. 1982. "Legends of Koguryǒ (II)." Korea Journal, 22(2): 31-48. [part two of a translation of book one of the Goguryeo bongi].
- Jamieson, John Charles. 1969. “The Samguk sagi and the Unification Wars.” Ph.D. dissertation, University of California, Berkeley. [Translation of books 6 and 7 of the Silla bongi and eleven of the biographies, mostly of men of Silla].
- Shultz, Edward J. and Hugh H.W. Kang (with Daniel C. Kane and Kenneth J.H.[sic] Gardiner). 2011. The Koguryŏ Annals of the Samguk Sagi. [A complete translation of the Goguryeo bongi]. Seongnam-si: The Academy of Korean Studies.